# Azanicola adspersa
Azanicola adspersa är en fjärilsart som beskrevs av Boris Ivan Balinsky 1991. Azanicola adspersa ingår i släktet Azanicola och familjen mott. Inga underarter finns listade i Catalogue of Life.